# Tamadaba
Tamadaba este o arie protejată (arie specială de conservare — SAC, sit de importanță comunitară — SCI) din Spania întinsă pe o suprafață de 7.448,7 ha, integral pe uscat.

## Localizare
Centrul sitului Tamadaba este situat la coordonatele 28°02′03″N 15°43′36″W / 28.0343°N 15.7266°V.

## Înființare
Situl Tamadaba a fost declarat sit de importanță comunitară în octombrie 1999 pentru a proteja 8 specii de plante și 1 specie de animale. Situl a fost protejat și ca arie specială de conservare în ianuarie 2010.

## Biodiversitate
Situată în ecoregiunea , aria protejată conține 11 habitate naturale: Păduri macaroneziene de dafin (Laurus, Ocotea), Tufărișuri termo-mediteraneene și de pre-deșert, Pante stâncoase silicioase cu vegetație casmofită, Faleze cu floră endemică de pe coastele macaroneziene, Galerii și tufărișuri riverane sudice (Nerio-Tamaricetea și Securinegion tinctoriae), Păduri de pin endemic canariene, Pajiști umede mediteraneene cu ierburi înalte de Molinio-Holoschoenion, Dune mobile de-a lungul țărmului cu Ammophila arenaria („dune albe”), Plantații de palmieri Phoenix, Păduri de Olea și Ceratonia, Pajiști macaroneziene cu vegetație endemică.
La baza desemnării sitului se află mai multe specii protejate:
- plante (8): Anagyris latifolia, Argyranthemum lidii, Globularia ascanii, Globularia sarcophylla, Isoplexis isabelliana, Lotus callis-viridis, Sventenia bupleuroides, Teline rosmarinifolia
- păsări (1): turturică (Streptopelia turtur)